# 2014 في السويد
فيما يلي قوائم الأحداث التي وقعت خلال عام 2014 في السويد.

## سياسة

### تعيين في المنصب
- 1 يناير – أنتي جاكيلين Archbishop of Uppsala [الإنجليزية]‏.
- 29 سبتمبر – يوران هغلوند عضو البرلمان السويدي [الإنجليزية]‏.
- 30 سبتمبر – كريستينا بيرسون عضو البرلمان السويدي [الإنجليزية]‏.
- 3 أكتوبر – إبراهيم بايلان وزير الطاقة [الإنجليزية]‏.
- 3 أكتوبر – ستيفان لوفن رئيس وزراء السويد.
- 3 أكتوبر – مارغو والستروم Minister for Foreign Affairs (Sweden) [الإنجليزية]‏.
- 3 أكتوبر – ماغدالينا أندرسون وزير المالية [الإنجليزية]‏.

### انتهاء فترة المنصب
- 1 يناير – ستيفان لوفن Leader of the Opposition ‏.
- 29 سبتمبر – توبياس بلسترم Minister for Migration (Sweden) [الإنجليزية]‏.
- 3 أكتوبر – فريدريك رينفلت رئيس وزراء السويد،عضو البرلمان السويدي [الإنجليزية]‏.

## موسيقى

### أغاني
من الأغاني التي صدرت هذه السنة في السويد:
- 1 يناير – حبيبي من غناء موهومبي.

### مايو
- 13 مايو – مالك بن جلول (مواليد 1977)

### يوليو
- 14 يوليو – توم رولف (مواليد 1931) مونتير سويدي.

### أغسطس
- 29 أغسطس – جورن فالديجورد (مواليد 1941) سائق رالي سويدي.

### أكتوبر
- 29 أكتوبر – كلاس إنغيسون (مواليد 1968) لاعب ومدرب كرة قدم سويدي.

### ديسمبر
- 21 ديسمبر – أكي يوهانسون (مواليد 1928) لاعب كرة قدم سويدي.